# FydeOS
fydeOS — це операційна система, розроблена як форк проекту з відкритим кодом ChromiumOS. Вона використовує ядро Linux і об’єднує як платформу веб-браузера, так і контейнерні технології. Інтерфейс подібний до Chrome OS і сумісний з апаратними платформами на основі архітектур x86 і ARM. Пристрої, на яких працює FydeOS, підтримують найновіші стандарти веб-додатків, сумісність із програмами Android і середовищем Linux, забезпечуючи користувацький досвід, подібний до Chromebook.

## Історія

### Flint OS
FydeOS спочатку називалася Flint OS. Вона була започаткована у 2015 році,  випуск з номером 0.1 вийшов 28 жовтня 2016 року, спочатку для апаратного забезпечення Raspberry Pi.  Він швидко привернув увагу деяких ентузіастів Raspberry Pi.

### FydeOS
6 березня 2018 року Neverware придбала FlintOS. Британська компанія FlintOS та її закордонні підрозділи стали частиною Neverware, тоді як локалізована версія була перейменована в FydeOS.

## Особливості системи

### Підтримка додатків для Android
FydeOS включає вбудовану підтримку програм Android через вбудований рівень сумісності. Це дозволяє користувачам запускати програми Android безпосередньо в системі, значно покращуючи її функціональність порівняно з альтернативами, як-от ChromeOS Flex, у яких відсутня така інтеграція.

### Інтеграція середовища Linux
FydeOS також підтримує інтегроване середовище Linux, але лише для деяких сумісних пристроїв, що дозволяє розробникам і досвідченим користувачам запускати додатки на базі Linux нативно. Ця функція забезпечує більшу гнучкість у розробці та налаштуванні, що робить FydeOS універсальним варіантом для програмування, тестування та запуску різноманітних програм.

### Більш широка апаратна сумісність
Однією з ключових переваг FydeOS є її сумісність із широким спектром апаратного забезпечення, порівняно з ChromeOS. Її можна встановити на старих ПК, планшетах і одноплатних комп’ютерах, таких як Raspberry Pi, що дозволяє користувачам ефективно перепрофілювати старі пристрої. Це робить FydeOS популярним вибором для користувачів, які прагнуть продовжити термін служби застарілого обладнання без необхідності дорогих оновлень.

### Параметри налаштування
FydeOS пропонує більше можливостей для налаштування системи, порівняно з більш обмеженою ChromeOS. Це робить її привабливим вибором для ентузіастів технологій, які віддають перевагу відкритому середовищу, яке дозволяє експериментувати та глибше контролювати систему.

## Версії
Станом на жовтень 2024 року FydeOS пропонує чотири офіційні версії, які дозволяють користувачам вибрати ту, яка найкраще підходить для їхнього конкретного апаратного забезпечення та використання.
FydeOS for PC: ця версія підтримує широкий спектр пристроїв на базі Intel, пропонуючи сумісність із більшістю сучасних ПК. Вона розроблена для загального використання та вимагає USB-пристрою для завантаження та встановлення.
FydeOS for You: спеціалізована версія, адаптована до конкретних моделей апаратного забезпечення, що забезпечує оптимізовану роботу для пристроїв, які офіційно підтримуються.
FydeOS for VMware: ця версія дозволяє користувачам запускати FydeOS у віртуальному середовищі за допомогою VMware, забезпечуючи зручний спосіб тестування або використання ОС, без необхідності інсталювати її на ПК.
FydeOS for SBC: версія, спеціально розроблена для одноплатних комп’ютерів (SBC), виділена з попередньої лінійки «FydeOS for You», щоб задовольнити цей зростаючий сегмент. Це включає такі пристрої, як Raspberry Pi, що робить FydeOS доступною для легких обчислювальних програм.

## Апаратні пристрої

### Fydetab Duo
Fydetab Duo — це планшет, розроблений компанією Fyde Innovations, який працює на базі операційної системи FydeOS на основі ChromiumOS. Ця система підтримує програми як для Linux, так і для Android. Пристрій побудований на процесорі Rokchip RK3588S на базі ARM і пропонує сумісність з різними операційними системами, такими як Ubuntu, Arch Linux, Debian, AOSP (Android Open Source Project) і Windows на ARM.
Розроблений із зосередженням на принципах відкритого коду, Fydetab Duo дозволяє користувачам налаштовувати програмне забезпечення та робити свій внесок у його розробку. Детальна документація, включно зі схемами апаратного забезпечення та інформацією про вбудоване програмне забезпечення, доступна на офіційній вікі Fydetab Duo, яка заохочує залучення спільноти та співпрацю.
Однією з визначних особливостей Fydetab Duo є його здатність перемикатися між різними операційними системами, пропонуючи гнучкість для різних випадків використання, включаючи розробку програмного забезпечення та загальну продуктивність. Його архітектура з відкритим кодом позиціонує його як життєздатний варіант на ринку планшетів для Linux, який часто обмежений альтернативами із закритим кодом.